# City of McFarland
City of McFarland (Originaltitel: McFarland, USA) ist ein US-amerikanisches Sportdrama der Regisseurin Niki Caro aus dem Jahr 2015 mit Kevin Costner in der Hauptrolle basierend auf wahren Begebenheiten. Der Film wurde am 20. Februar 2015 in den USA uraufgeführt. Der Kinostart in Deutschland war am 18. Juni 2015.

## Handlung
Der Sportlehrer Jim White zieht im Jahr 1987 mit seiner Familie in die abgelegene kalifornische Kleinstadt McFarland, um an der dortigen Highschool eine neue Stelle anzutreten. Die Ortschaft ist hauptsächlich von Hispanics bewohnt, die oft als einfache Feldarbeiter ihr Auskommen haben. White erkennt das läuferische Talent einiger seiner Schüler und beschließt ein Laufteam aufzubauen. Seine Familie findet langsam Gefallen am Leben in der Kleinstadt und Freunde und Bekannte richten für seine Tochter eine Quinceañera aus. Nach einigen Rückschlägen stellen sich langsam erste Erfolge ein. Schließlich gelingt dem Team die Qualifikation für die ersten kalifornischen Meisterschaften im Crosslauf und kann diese sogar für sich entscheiden.

## Kritik
Das Deutschlandradio Kultur meinte, der Film argumentiere „weder scheinheilig noch kitschig, sondern glaubhaft“. Caro setze auf „lakonischen Humor und ironischen Charme“ und vermeide „clever hohlen Fahnen-Patriotismus und Sentimentalität“. Dabei besitze City of McFarland überraschenderweise „das richtige atmosphärische Gespür für ein erstaunlich intelligentes und dabei sehr unterhaltsames Gut-Fühl-Kino“.

## Auszeichnungen
Der Film wurde beim Heartland Film Festival 2015 mit dem Truly Moving Picture Award ausgezeichnet.